# Европски шампионат у шаху 1973, мушкарци

## Лична карта турнира
5° европски тимски шаховски шампионат
| Датум:                              | 6. - 14. јули 1973.     |
| Место:                              | Бат                     |
| Место одигравања:                   | Bath City Hall          |
| Држава:                             | Енглеска                |
| Председник организационог комитета: | /                       |
| Главни судија:                      | IA Simon Gjaltema (ЕНГ) |
| Број тимова у финалу:               | 8                       |
| Број играча:                        | 80                      |
| Број одиграних партија:             | 224                     |

5° европски тимски шаховски шампионат је био планиран да се одржи у Холандији, али пошто холандски тим није успео да се квалификује Енглеска је прузела његову организацију. Шампионат се организовао у Бату, прелепом граду са 85.000 становника, 100 mi (160 km) западно од Лондона, месту где је Едгар, први краљ Енглеске крунисан, 973. године. У време одржавања турнир град је прослављао хиљаду година постојања.
Учествовао је рекордан број од 22 тима од којих се СССР директно квалификовао као победник претходног шампионата. Два тима из Африке, Тунис и Мароко су такође учествовали уз посебну дозволу ФИДЕ. Као и обично, прелиминарне борбе су биле веома тешке. Швајцарска је елиминисала Шпанију, Енглеска побеђује Холандију а Фарска Острва су ремизирале са Ирском. Пољска побеђује у другој групи испред Источне Немачке и Данске. Западна Немачка избацује Чехословачку и Румунија, Бугарску.
Већина тимова је на шампионат послала најбоље играче изузев Западне Немачке за коју нису играли Хибнер и Дарга. СССР, Мађарска и Југославија су били велики трио. Западна Немачка и Енглеска је требало да се боре за четврто и пето место. Прво коло је донело изненађење када је Пољска победила Западну Немачку са 5 : 3. Следећег дана Југославија побеђује Мађарску. СССР је начинио значајан корак ка коначној победи када је у четвртом колу поразио Југославију. Мађарска практично губи сребрну медаљу пошто је поражена од Швајцарске. Иако су играли добро у последњем колу против СССР-а ипак губе са 5 : 3, а Југославија побеђује Пољску са 6 : 2 и поново осваја сребрну медаљу. Мађари су трећи а Пољска четврта испред Енглеске и Западне Немачке. Румунија после шест пораза побеђује Швајцарску и заузима седмо место. Швајцарска је била последња и победа против Мађарске није утицала да поправи свој пласман.

## Прелиминарне борбе
| №  | Држава     | 1   | 2   | 3   | Σ   | + | = | - |  |
| -- | ---------- | --- | --- | --- | --- | - | - | - |  |
| 1. | Швајцарска |     | 8.0 |     | 8.0 | 0 | 1 | 0 |  |
| 2. | Шпанија    | 8.0 |     | 11½ | 8.0 | 0 | 1 | 0 |  |
| 3. | Тунис      |     | 4½  |     |     |   |   |   |  |
|    | Мароко     |     |     |     |     |   |   |   |  |

| №  | Држава        | 1   | 2   | 3 | 4 | Σ   | + | = | - |  |
| -- | ------------- | --- | --- | - | - | --- | - | - | - |  |
| 1. | Енглеска      |     | 9.0 |   |   | 9.0 | 1 | 0 | 0 |  |
| 2. | Холандија     | 7.0 |     |   |   | 7.0 | 0 | 0 | 1 |  |
|    | Фарска Острва |     |     |   |   |     |   |   |   |  |
|    | Ирска         |     |     |   |   |     |   |   |   |  |

| №  | Држава          | 1   | 1   | 2   | 2   | 3   | 3   | 4   | 4   | Σ    | + | = | - |  |
| -- | --------------- | --- | --- | --- | --- | --- | --- | --- | --- | ---- | - | - | - |  |
| 1. | Пољска          |     |     | 4.0 | 4.0 | 3½  | 6½  | 6.0 | 6.0 | 30   | 3 | 2 | 1 |  |
| 2. | Источна Немачка | 4.0 | 4.0 |     |     | 5.0 | 4.0 | 6½  | 6.0 | 29½  | 3 | 3 | 0 |  |
| 3. | Данска          | 4½  | 1½  | 3.0 | 4.0 |     |     | 4½  | 5   | 22½  | 3 | 1 | 2 |  |
| 4. | Финска          | 2.0 | 2.0 | 1½  | 2.0 | 3½  | 3.0 |     |     | 14.0 | 0 | 0 | 6 |  |

| №  | Држава       | 1   | 2    | 3    | 4    | Σ    | + | = | - |  |
| -- | ------------ | --- | ---- | ---- | ---- | ---- | - | - | - |  |
| 1. | Немачка      |     | 10.0 |      |      | 37½  | 3 | 0 | 0 |  |
| 2. | Чехословачка | 6.0 |      | 14.0 | 15.0 | 35.0 | 2 | 0 | 1 |  |
| 3. | Белгија      |     | 2.0  |      |      | 16½  | 1 | 0 | 2 |  |
| 4. | Луксембург   |     | 1.0  |      |      | 7.0  | 0 | 0 | 3 |  |

| №  | Држава   | 1  | 2  | 3 | 4 | Σ  | + | = | - |  |
| -- | -------- | -- | -- | - | - | -- | - | - | - |  |
| 1. | Румунија |    | 8½ |   |   | 8½ | 1 | 0 | 0 |  |
|    | Бугарска | 7½ |    |   |   | 7½ | 0 | 0 | 1 |  |
|    | Аустрија |    |    |   |   |    |   |   |   |  |
|    | Шведска  |    |    |   |   |    |   |   |   |  |

| №  | Држава      | 1  | 2  | 3 | 4 | Σ   | + | = | - |  |
| -- | ----------- | -- | -- | - | - | --- | - | - | - |  |
| 1. | Југославија |    | 4½ |   |   | 18½ | 3 | 0 | 0 |  |
| 2. | Мађарска    | 3½ |    |   |   | 17½ | 2 | 0 | 1 |  |
| 3. | Грчка       |    |    |   |   | 9½  | 1 | 0 | 2 |  |
| 4. | Турска      |    |    |   |   | 2½  | 0 | 0 | 3 |  |

## Турнирска табела - финалне борбе
| №  | Држава          | 1   | 2   | 3   | 4   | 5   | 6   | 7   | 8   | + | = | - |  | Поени |
| -- | --------------- | --- | --- | --- | --- | --- | --- | --- | --- | - | - | - |  | ----- |
| 1. | Совјетски Савез |     | 5½  | 5.0 | 5½  | 5½  | 6½  | 5½  | 7.0 | 7 | 0 | 0 |  | 40½   |
| 2. | Југославија     | 2½  |     | 4½  | 6.0 | 6½  | 4½  | 4½  | 5½  | 6 | 0 | 1 |  | 34.0  |
| 3. | Мађарска        | 3.0 | 3½  |     | 6½  | 5½  | 5½  | 5½  | 3½  | 4 | 0 | 3 |  | 33.0  |
| 4. | Пољска          | 2½  | 2.0 | 1½  |     | 5.0 | 4.0 | 5½  | 4½  | 3 | 1 | 3 |  | 25.0  |
| 5. | Немачка         | 2½  | 1½  | 2½  | 3.0 |     | 4½  | 4½  | 5½  | 3 | 0 | 4 |  | 24.0  |
| 6. | Енглеска        | 1½  | 3½  | 2½  | 4.0 | 3½  |     | 4½  | 4½  | 2 | 1 | 4 |  | 24.0  |
| 7. | Румунија        | 2½  | 3½  | 2½  | 2½  | 3½  | 3½  |     | 5.0 | 1 | 0 | 6 |  | 23.0  |
| 8. | Швајцарска      | 1.0 | 2½  | 4½  | 3½  | 2½  | 3½  | 3.0 |     | 1 | 0 | 6 |  | 20½   |

## Појединачни резултати
1. Совјетски Савез: Спаски 5/7, Петросјан 4,5/7, Корчној 4/6, Карпов 5/6, Таљ 4/6, Смислов 4/5, Гелер 4,5/5, Тукммаков 4/5, Кузмин 3/5, Балашов 2,5/4
2. Југославија: Глигорић 5/7, Ивков 4,5/7, Љубојевић 5,5/7, Матуловић 3/6, Парма 4/6, Матановић 4/7, Велимировић 3,5/7, Планинц 3/6, Букић 0,5/1, Минић 1/2
3. Мађарска: Портиш 3,5/5, Сабо 3/7, Билек 3,5/7, Рибли 4,5/7, Адорјан 3/6, Форинтош 4/6, Чом 5,5/7, Сакс 4/6, Хонфи 1,5/3, Томпа 0,5/2
4. Пољска: Шмит 2/7, Пител 4/7, Беднарски 3,5/7, Филиповић 2/6, Дода 2,5/6, Адамски 1,5/5, Костро 3,5/7, Сидор 3/5, Шнапик 2,5/5, Мацијевски 0,5/1
5. Енглеска: Хартсон 3,5/7, Кин 3/6, Пенроус 1,5/5, Маркланд 3/7, Витлеј 2,5/6, Елеј 2,5/5, Стин 2,5/5, Ботерили 3/6, Мајлс 1,5/4, Вејд 1/5
6. Румунија: Георгију 2,5/7, Чокалтеа 2,5/7, Гитеску 3/7, Гиздаву 2,5/7, Унгуреану 2,5/5, Павлов 4/7, Митителу 2,5/6, Стаика 1,5/3, Гинда 1,5/5, Дример 0,5/2
7. Немачка: Унцикер 3/7, Шмид 3,5/6, Пфлегер 2,5/6, Хехт 3,5/6, Дојбал 2,5/7, Кунстович 0,5/5, Капелан 2,5/5, Кристоф 3/6, Немерт 1,5/4, Ајзинг 1,5/4
8. Швајцарска: Хуг 2,5/7, Ломбард 1,5/6, Шојфелбергер 2/6, Геребен 1/4, Шаувекер 3/6, Холер 1,5/6, Глојсер 2/6, Блу 2,5/5, Виртенсон 3,5/5, Бенд 1/5